# Le Vingtième Siècle
Le Vingtième Siècle fue un periódico belga de obediencia católica conservadora, que fue publicado entre 1895 y 1940. En un suplemento de este periódico aparecieron por primera vez Las aventuras de Tintín. 
El primer número de Le Vingtième Siècle data del 6 de junio de 1895. Inspirándose en la encíclica Rerum Novarum y en el catolicismo social, el periódico no puede ser considerado como el oficial de la liga democrática. Sus fundadores fueron Georges Helleputte, Joseph d’Ursel y Athanase de Broqueville, hermano de Charles. Este último, sin ser uno de sus fundadores, se ocupó de él activamente, como lo prueba una abundante correspondencia con Helleputte sobre este asunto. 
El periódico se vendía mal y su existencia siempre fue precaria. Solo la ayuda de Charles de Broqueville, de su suegro el barón Alfred d’Huart y de algunos grandes aristócratas o burgueses conocidos permitía sacarle adelante. Las relaciones del redactor en jefe, Fernand Neuray, con el duque de Ursel eran a veces tormentosas. Hubo todo un buen número de tensiones entre Fernand Neuray y el barón Alfred d’Huart así como con Athanase de Broqueville.
De 1924 a 1933 Norbert Wallez, padre diocesano, dirigió el periódico. Él es el que convenció a Georges Remi, aún sin denominarse Hergé, a dirigir desde 1927 el suplemento para los jóvenes Le Petit Vingtième, y le hace crear el personaje de Tintín reportero.